# Ходжа Ариф Ревгари
Ходжа Ариф Ревгари ибн Исмаил (1165 — 1262) — духовный наставник – муршид, является 11-м духовным звеном в золотой цепи преемственности шейхов тариката Накшбандийя. Он был тем, кто вновь сделал «явным» зикр во всей «Хаджеганийи», предшественнице Накшибандийи. В последние годы своей жизни Ревгари отдал предпочтение произнесению зикра вслух. Обучив этому своего преемника Махмуда Фагневи, он, таким образом, желал пробудить людей от сна неведения, а также привлечь их внимание к зикру. Быть может, поэтому он упоминается в цепи как «Пишува-и арифан».
Родился в 1165 году в селе Ревгар. Это селение находилось в 40 километрах от Бухары, в 10 километре от Гиждувана, современный Узбекистан. После того, как Ходжа Ариф Ревгари получил основные религиозные знания, он примкнул к величайшему шейху того времени Абдулхалику Гиждувани.
Его ученический путь был не долгим, и вскоре он получил позволение быть духовным наставником для других. Когда умер его шейх, и он занял его место, ему было тридцать пять лет. Его духовное наставничество было долгим. Есть мнение, что он прожил около ста пятидесяти лет, но, как бы то ни было, если считать, что в момент смерти ему было сто лет, то датой его кончины можно считать 1262 год.
Он был похоронен в Шафиркане, что в сорока километрах от Бухары.
Ревгари, был прозван «Самым богобоязненным из всех бухарских шейхов». Сведения о нём весьма скудны и положение является таковым в отношении многих других Накшибандийских шейхов.

## Внешность
Он был среднего роста, на лице его, подобном полумесяцу, выделялись большие глаза. Брови его были тонкими, подобно полумесяцу. Его кожа была розовато-белой и всегда издавала приятный аромат. В знаниях, снисходительности, богобоязненности, воздержанности от мирского, в поклонении и следовании сунне ему не было равных.

## Знакомство с Абдулхаликом Гиждувани
Набхани, автор книги Джамиуль караматуль-аулия, следующим образом рассказывает знакомство Ариф Ревгари со своим духовным наставником Абдулхаликом Гиждувани:
«Сначала Ходжа Ариф был в Бухаре учеником одного из ученых. Однажды он вышел на городской рынок и встретил Абдулхалика Гиждувани. Гиждувани зашел в мясную лавку, чтобы купить мяса, и, сделав покупку, вышел. Впечатленный его красивой внешностью и достоинством, Ходжа Ариф сразу же предложил ему свою помощь: «Если позволите, я помогу вам донести вашу ношу», – сказал он. Хадже Абдулхалик не отверг этого предложения и сказал: «Хорошо, сынок, если желаешь, то возьми, и пойдем со мной до нашего дома». Дойдя до
ворот дома, Хадже Абдулхалик сказал: «Благодарю тебя за твою услугу. И пожалуй через час на обед».
Не найдя в себе смелости отказать шейху, ходжа Ариф был вынужден принять приглашение Хадже Абдулхалика, что окончательно убедило его оставить учёбу и начать посещать собрания Гиждувани.
Однако прежний учитель Арифа не хотел отпускать своего ученика, пожелав вернуть его любым способом. Говорится, что он низверг на шейхов тасаввуфа и последователей тариката тысячи проклятий. Но Ариф, посчитав, что лучше ему не перечить, снес все. Однажды во сне он увидел, что тот самый учитель совершает мерзкий поступок. Когда они встретились на
следующий день, и тот опять принялся поносить шейхов тасаввуфа, ходжа Ариф не вытерпел и
сказал: «Ты не только совершаешь мерзости, но ещё и пытаешься сбить нас с пути тасаввуфа», поставив учителя в неловкое положение перед всеми его учениками, и с одним из числа этих учеников своего бывшего учителя навсегда перешёл к Абдулхалику Гиждувани».